# Без бюста нет рая (телесериал, 2008, Колумбия)
«Без бюста нет рая» (исп. Sin Senos no hay Paraíso) — сериал американской телекомпании «Telemundo», ремейк колумбийского телесериала «Sin Tetas No Hay Paraíso». Он основан на дебютном романе журналиста Густаво Боливара и повествует о жизни молодых девушек, которые жаждут иметь силиконовую грудь, чтобы привлечь к себе внимание богатых наркоторговцев. История основана на реальных событиях.

## Сюжет
Каталина — красивая и молодая девушка, стремящаяся изменить своё будущее. Устав от нищеты, вместе со своим братом Байроном, она решает начать новую жизнь. Впервые, получив отказ клиента по причине маленькой груди, Каталина падает под манипуляцией лучшей подруги Джесики, и становится одержима большой грудью, которая нужна ей чтобы добраться до желанных богатств через постель наркоторговцев. Джесика имеет свой собственный бизнес среди подруг, «предоплату» — отбирать лучших девушек, предоставляя их каждые выходные богатым наркоторговцам. Доверчивая мать Каталины — Ильда, ничего не замечая, поддается страсти и начинает роман с женихом своей дочери, с которым Каталина расстаётся ради новой жизни. Покинув собственный дом, Каталина расстроенная, но уверенная в своих силах, отправляется с Джесикой в Боготу на операцию по внедрению силиконовых имплантатов в грудь. Не зная, что проворный наркоторговец Мартинес и его сообщница Лорена решили организовать свой собственный бизнес по использованию силиконовых имплантатов как хранилище для перевозки наркотиков в Мексику, Каталина, ослеплённая мечтами о шикарной жизни, соглашается на операцию. Осознав, что подруга находится в опасности, Джесика находит двух других жертв в обмен на собственную жизнь и жизнь подруги, не зная, что судьба Каталины уже предначертана. Заранее подкупленный хирург, осуществляет мечту Каталины, внедрив в её грудь силиконовые имплантаты наполненные мешочками кокаина. С этого момента, молодая девушка начнёт новую жизнь, которая в один момент обернётся личными трагедиями, болью и ложью, столкнув её со смертельной гранью, отделяющей желание и деньги.

### Производство
Героиня романа Густаво Боливара — «предоплата», или «предварительно оплаченная девочка» — это означает, что она продаёт своё тело, надеясь сделать дополнительные деньги.
 Сценарист говорит, что «Без бюста» выдвигает на первый план незавидную часть его страны, а именно подростков, которые связаны с нарко-культурой. Согласно словам Боливара, изначально он не предполагал, что затронет такую универсальную тему: «красота базировалась в тщеславии и её связи с деньгами», и он подмечает, что никакая другая книга не осудила в таких плохих сроках наркоторговцев, неосведомлённых матерей, которые путают любовь дочерей с сутенёрством, и недобросовестных пластических хирургов.
Согласно Боливару, история основана на реальных событиях, происходящих с молодыми проститутками в провинции Путумайо, Колумбия. Там он встретил двух девочек, которые отчаянно нуждались в грудных имплантатах силикона. Каждая сказала ему, что она получила свою операцию в обмен на секс. Врач использовал пару использованных имплантатов, что привело к аллергической реакции и инфекциям.

## Главные роли
| Исполнитель          | Персонаж                       | Значение персонажа                                                   |
| -------------------- | ------------------------------ | -------------------------------------------------------------------- |
| Кармен Вильялобос    | Каталина Сантана               | Главная героиня; стремится стать актрисой                            |
| Катерина Сиачоке     | Ильда Сантана                  | Мать Каталины и Байрона                                              |
| Мария Фернанда Йепес | Джесика «Дьябла» Франко        | Лучшая подруга Каталины; глава «предоплаты»                          |
| Айлин Мухика         | Лорена Магальянес              | Работает с Мартинесом; мать Хулиеты                                  |
| Хуан Диего Санчес    | Байрон Сантана                 | Сын Ильды; брат Каталины который работает наёмным убийцей            |
| Фабиан Риос          | Альбейро Манрике               | Долгосрочный жених Каталины; любовник Ильды                          |
| Грегорио Перниа      | Аурелио «Тити» Харамильо       | Наркоторговец; влюблён в Каталину; злодей                            |
| Гильермо Кинтанилья  | Бенхамин «Мартинес» Гарсия     | Наркоторговец; работает с Лореной'                                   |
| Алехандра Пинсон     | Паола                          | Подруга Каталины; девочка из «предоплаты»; хочет стать девушкой Тити |
| Линда Бальдрич       | Наталья                        | Девушка с наркотическими имплантатами                                |
| Каролина Сепульведа  | Химена                         | Подруга Каталины; девушка Байрона; девочка из «предоплаты»           |
| Каролина Бетанкур    | Ванесса                        | Подруга Каталины; девочка из «предоплаты»; бывшая девушка Хоты       |
| Лаура Лондоньо       | Лина Аранго                    | Девушка с наркотическими имплантатами                                |
| София Стаматиадес    | Хулиета Рива Палас             | Дочь Лорены                                                          |
| Роберто Матеос       | Хосе Мигель Карденас           | Наркоторговец                                                        |
| Габриэль Поррас      | Фернандо «Рей» Рейес           | Наркоторговец и друг Мартинеса; злодей                               |
| Рамиро Менесес       | Рамиро Дуке / «Тёмный человек» | Наркоторговец                                                        |
| Данило Сантос        | Кардона                        | Шеф Тити; партнёр Морона                                             |
| Али Умар             | Пабло Морон                    | Шеф наркоторговцев                                                   |